# وادي آش
بلدية وادي آش أو وادي الأشى أو وادِيَش أو وادي الأشات (بالإسبانية: Guadix) بلدة ٍتقع على نهر «فَردس» على نحو 53 كيلو متراً شمال شرقي مدينة غرناطة. هي بلدية تقع في مقاطعة غرناطة التابعة لمنطقة أندلوسيا جنوب إسبانيا.

## الديموغرافيا

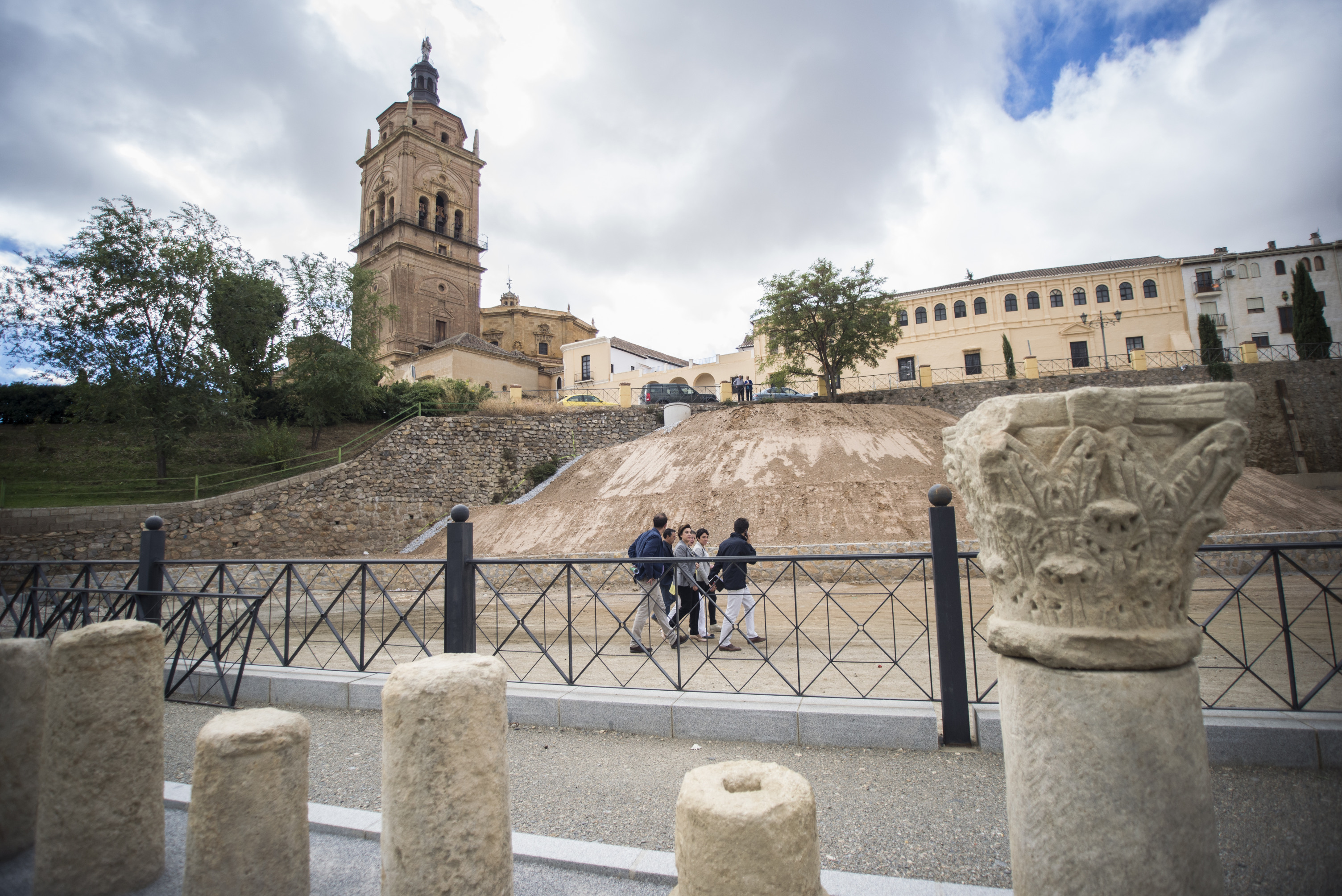
بقايا المسرح الروماني في وادي آش

بلغ عدد سكان بلدية وادي آش 20.375 نسمة عام 2011 (وفقاً للمعهد الوطني الإسباني للإحصاء).
| 20.310 | 20.246 | 20.042 | 20.136 | 20.307 | 20.395 | 20.375 |

## المسلمون في وادي آش
وقد أطلق العرب على هذه المدينة اسم: وادي العيش لمعنى:وادي الحياة، وذلك بسب سهلها الخصب الواسع الجميل (المصدر؟) وهي تشغل وادٍ ممتعٍ ممرِعٍ واقعٍ في السفح الجنوبي لجبال: جبل الثلج.
وكانت مملكة غرناطة تتألف من ثلاث كُور رئيسية كالمحافظات:
- إلبيرة (ومركزها غرناطة)
- كورة بشانة (ومركزها مدينة اَلمِرية)
- كورة رية (ومركزها مدينة مالقة).

وقد نبغ من مدينة وادي آش عدد من العلماء والأدباء والشعراء من آخرهـم: أبو جعفر أحمـد بن علي البلوي.

## المعالم السياحية

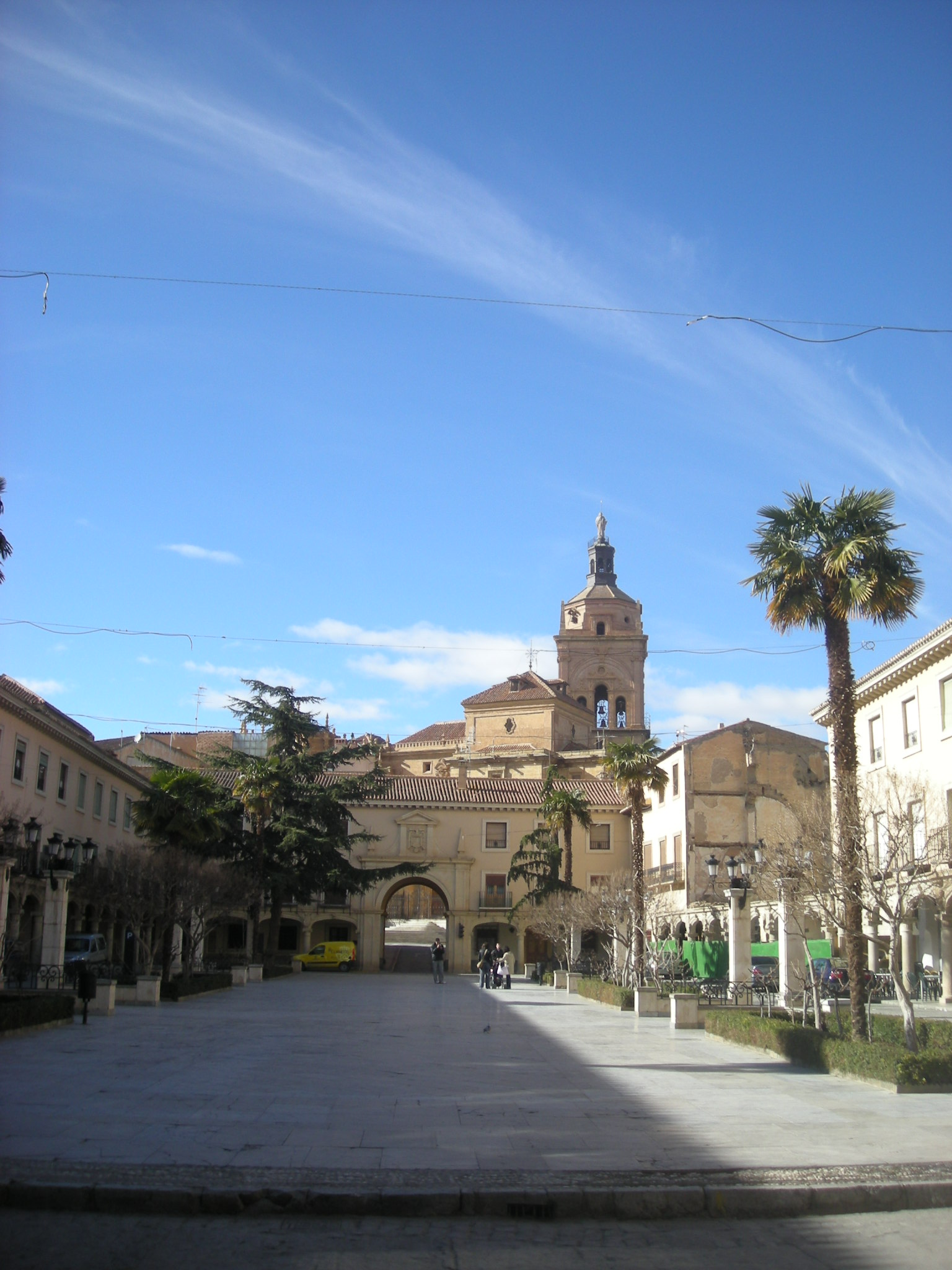
ساحة الدستور في وادي آش

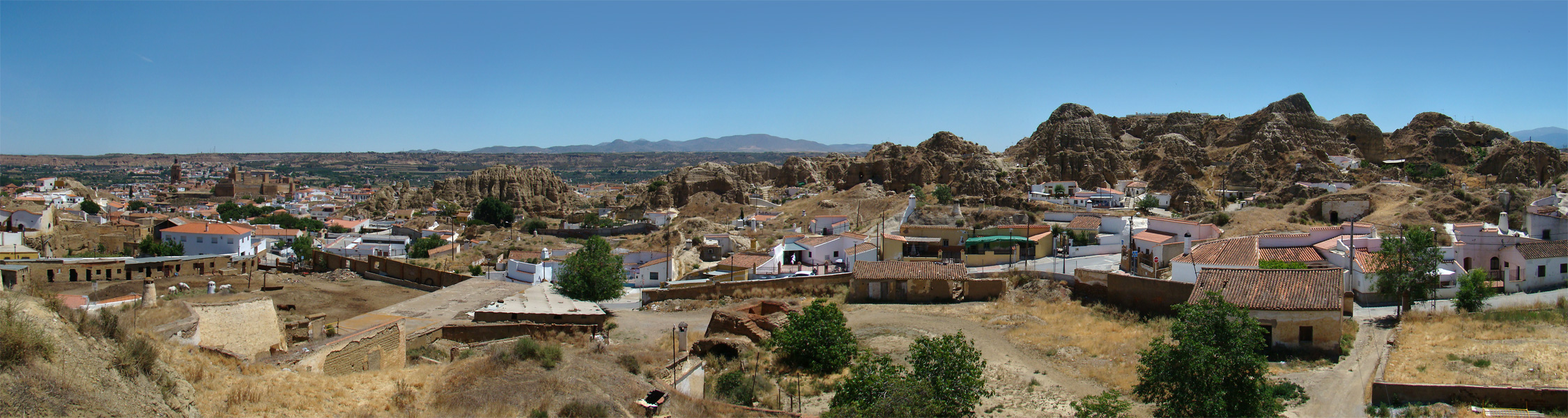
منظر بانورامي للأجزاء الخارجية من مدينة وادي آش

## توأمة
لوادي آش اتفاقيات توأمة مع كل من:
- بوينس آيرس
- ثيلانوفا
- غوانير [الإنجليزية]‏
- الكويرة
- بياسيتشنو

## أعلام
- ابن طفيل

- ابن الحداد الأندلسي
- ابن البراق الأندلسي
- أبو الحسن الششتري
- عبد الرحمن المرتضي بالله
- فرنسيسكو فرنانديز
- بيدرو دي مندوزا
- صموئيل كاسادو كوندي
- أبو الجيوش نصر بن محمد